# Hotel Chevalier
Hotel Chevalier (tạm dịch: Khách sạn Chevalier) là một bộ phim ngắn công chiếu vào năm 2007, do Wes Anderson viết kịch bản và đạo diễn. Với sự tham gia diễn xuất của Jason Schwartzman cùng Natalie Portman trong vai đôi tình nhân cũ gặp nhau trong một khách sạn ở Paris, bộ phim dài 13 phút này là phần mở đầu cho The Darjeeling Limited, một bộ phim khác cũng do Wes Anderson đạo diễn. Hotel Chevalier được quay tại một khách sạn ở Paris chỉ với một đoàn làm phim nhỏ và đạo diễn Wes Anderson cũng chính là người chịu kinh phí sản xuất.
Được trình chiếu vào ngày 2 tháng 9 tại Liên hoan phim Venezia 2007 cùng The Darjeeling Limited, Hotel Chevalier sau đó có buổi ra mắt riêng tại các Apple Store ở bốn thành phố của Hoa Kỳ. Một ngày sau buổi ra mắt, bộ phim được đưa lên iTunes Store cho tải miễn phí trong vòng một tháng và đã có 500 nghìn lượt tải về. Hotel Chevalier là phim ngắn gây được nhiều chú ý trong năm 2007, được đánh giá cao hơn chính The Darjeeling Limited. Nhiều nhà phê bình đã ngợi khen Hotel Chevalier như một bộ phim sâu sắc, phong phú, được dựng tỉ mỉ và kỹ lưỡng.

## Nội dung

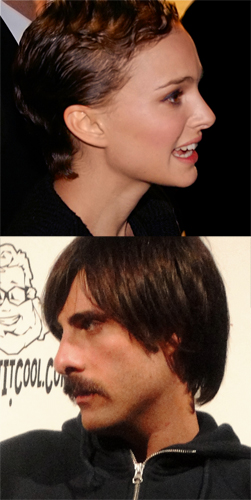
Jason Schwartzman và Natalie Portman

Bộ phim bắt đầu với khung cảnh ở sảnh của một khách sạn, nơi người nhân viên lễ tân đang trả lời điện thoại của một khách trọ. Khung hình tiếp theo, một người đàn ông (Jason Schwartzman) trong bộ pijama màu vàng nằm trên giường, tay cầm tờ báo và xem bộ phim đen trắng Stalag 17 đang chiếu trên ti–vi. Sau khi nói chuyện với nhân viên lễ tân, người khách trọ nhận được một cuộc điện thoại từ một phụ nữ mà anh ta nhận ra ngay giọng nói. Cô gái nói với anh ta rằng cô đang trên đường từ sân bay tới và hỏi số phòng khách sạn. Mặc dù lời nói ban đầu vẻ như không muốn cô gái đến, nhưng sau đó người đàn ông vội vàng đứng dậy dọn dẹp căn phòng với vẻ háo hức. Trước khi vào phòng tắm, anh ta tới máy nghe nhạc mở bài "Where Do You Go To (My Lovely)?" của Peter Eardley Sarstedt rồi ấn nút tạm dừng.

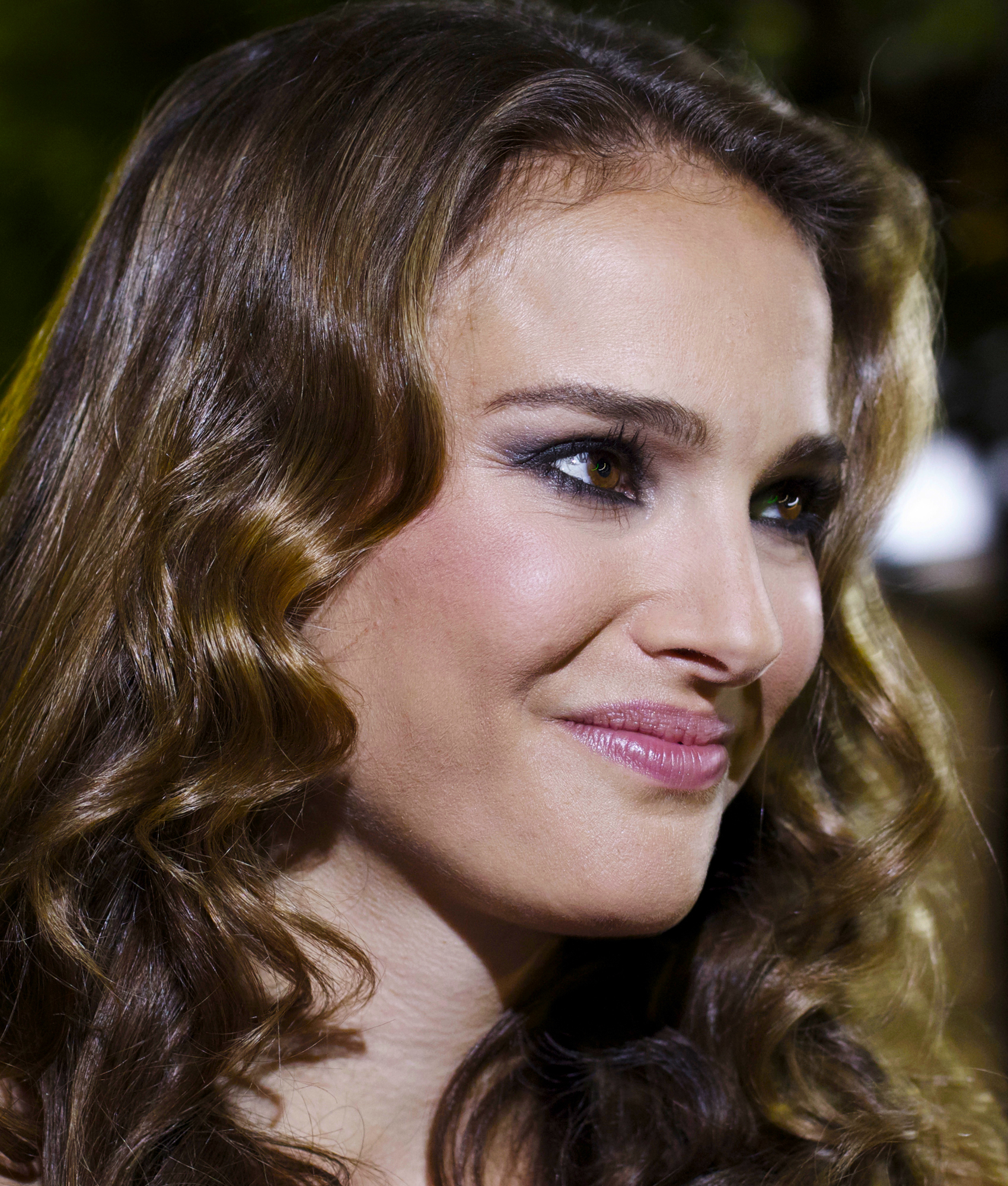
Natalie Portman đóng vai nữ chính của bộ phim.

Trong cảnh tiếp theo, người đàn ông lại nằm lặng im trên giường, nhưng trong bộ vest màu xám. Nghe tiếng gõ cửa, anh ta trở dậy bật máy nghe nhạc rồi tới mở cửa. Cánh cửa mở ra, cô gái (Natalie Portman) khi đó đang nói chuyện điện thoại, miệng ngậm chiếc tăm, tay trái xách túi cùng một bó hoa. Hai người im lặng nhìn nhau giây lát rồi cô gái hỏi về bản nhạc đang mở. Người đàn ông không trả lời, cô gái bước vào trong phòng và đưa bó hoa cho người đàn ông. Khi cô gái bước tới định hôn người đàn ông, anh ta hơi tránh mặt đi và hai người ôm nhau trong giây lát. Người đàn ông khép cửa lại rồi hỏi làm sao cô tìm được anh ta, cô trả lời "điều đó không phải là khó". Cô gái bước quanh nhìn ngắm căn phòng và những đồ vật trang trí nhỏ bé, rồi bước vào phòng tắm. Cô đánh răng bằng bàn chải của người đàn ông, nhưng từ chối không tắm dù người đàn ông đã chuẩn bị sẵn bồn tắm trước đó.

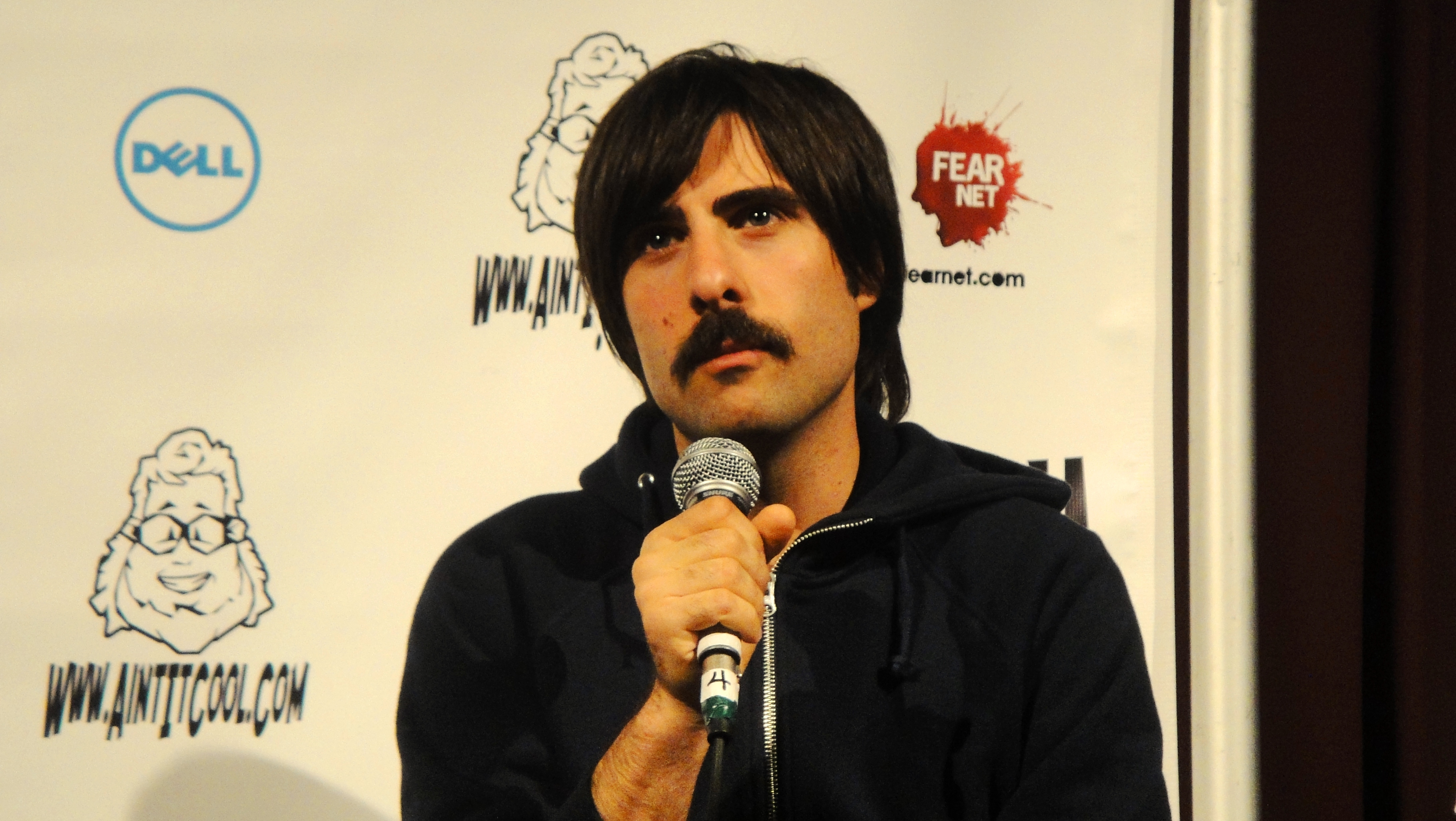
Jason Schwartzman, diễn viên nam chính

Trở lại phòng ngủ, cô gái bước về hướng cửa sổ rồi quay lại phía người đàn ông và hỏi: "Chuyện quái quỷ gì đang diễn ra thế?" Người đàn ông ra hiệu cho cô gái đến ngồi trên giường cùng anh ta, nhưng cô gái lại ngồi xuống chiếc ghế bên cạnh. Những câu hỏi của cô gái khiến người đàn ông nhận ra mình đã ở trong khách sạn này "hơn một tuần", "hơn một tháng" và anh ta đã chạy trốn mối quan hệ giữa hai người. Cô gái bước tới giường và hai người nằm cạnh bên nhau, nhưng khoảng khắc của họ bị ngắt quãng bởi tiếng gõ cửa của người phục vụ khách sạn. Khi người nhân viên đi khỏi, họ ôm hôn nhau và người đàn ông bắt đầu cởi quần áo của cô gái. Họ hỏi nhau "đã từng ngủ với ai khác chưa" và cả hai đều trả lời là chưa. Rồi người đàn ông nhận thấy những vết thâm tím trên người cô gái, nhưng cô không nói gì về điều này. Rồi cô dừng lại và nói với người đàn ông rằng cô không muốn mất đi tình bạn giữa hai người. Người đàn ông trả lời: "Anh sẽ không bao giờ là bạn của em". Cô gái nói sau đó: "Em yêu anh. Em không bao giờ định làm anh đau khổ." Hai người im lặng ôm lấy nhau, sau giây lát người đàn ông hỏi: "Em có muốn ngắm nhìn Paris không?".
Cảnh tiếp theo, trong tiếng nhạc của bài "Where Do You Go To (My Lovely)?", máy quay quay chậm lướt qua căn phòng. Cô gái khỏa thân đứng chống tay lên chiếc tủ. Người đàn ông tiến lại, khoác lên người cô chiếc pijama màu vàng và cả hai bước về phía cửa sổ. Khi đã đứng ngoài ban công, người đàn ông lấy chiếc tăm trong túi áo đưa cho cô gái. Sau giây lát, họ quay trở lại căn phòng, máy quay lướt ra phía ngoài, về hướng dãy nhà phía bên của khách sạn.

## Sản xuất

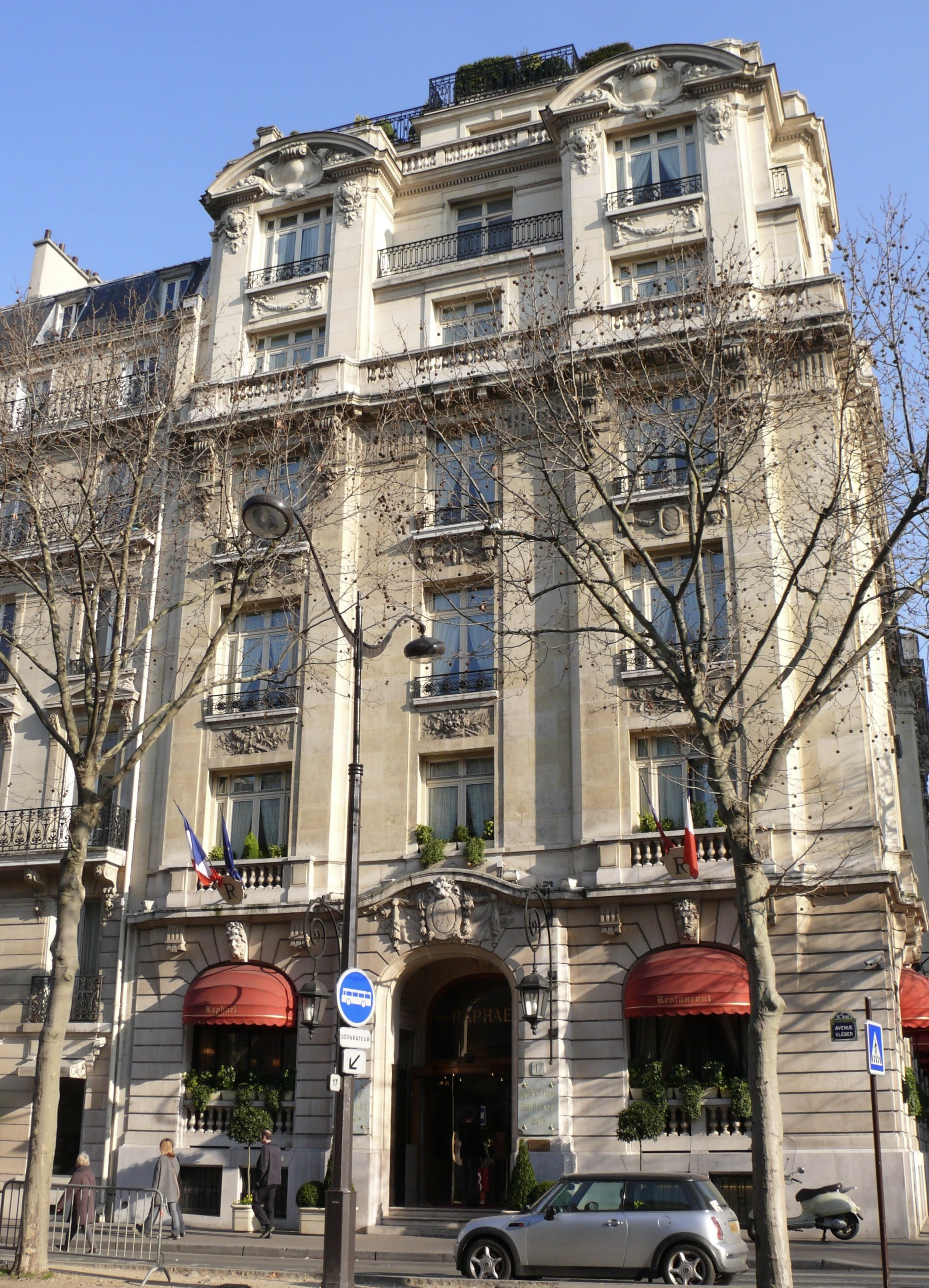
Khách sạn Raphaël, nơi đoàn làm phim thực hiện các cảnh quay.

Đạo diễn Wes Anderson lần đầu tiên đặt vấn đề với hai diễn viên Schwartzman và Portman về Hotel Chevalier vào năm 2005. Schwartzman và Anderson đã từng cùng hợp tác trong Rushmore (1998), phim dài thứ hai của Anderson, và sống cùng nhau trong căn hộ của Schwartzman tại Paris trong những tháng chờ bấm máy. Lời mời vai diễn được gửi đến Portman sau khi đạo diễn Anderson xin được địa chỉ email của cô từ Scott Rudin, người sản xuất của Closer (2004), một bộ phim mà Portman tham gia. Hai diễn viên đã đồng ý đóng Hotel Chevalier không cát sê và Anderson tự lo phần tài chính còn lại cho việc sản xuất. Đoàn làm phim gồm 15 người đã thực hiện các cảnh quay tại khách sạn Raphaël ở Paris, nơi cũng từng được sử dụng trong hai bộ phim Love in Paris (1996) và Place Vendôme (1998). Hotel Chevalier được quay với phim của hãng Panavision và đạo cụ lấy từ căn hộ của Anderson. Quá trình quay chỉ diễn ra trong hai ngày rưỡi và việc biên tập thực hiện vào tuần sau đó trên chính máy tính của Anderson. Mặc dù có sử dụng trang phục của nhà tạo mẫu Marc Jacobs và va ly của hãng Louis Vuitton, hai nhãn hiệu hàng xa xỉ nổi tiếng, nhưng đạo diễn Wes Anderson đã mô tả việc sản xuất Hotel Chevalier "như làm một bộ phim bài tập của sinh viên điện ảnh".

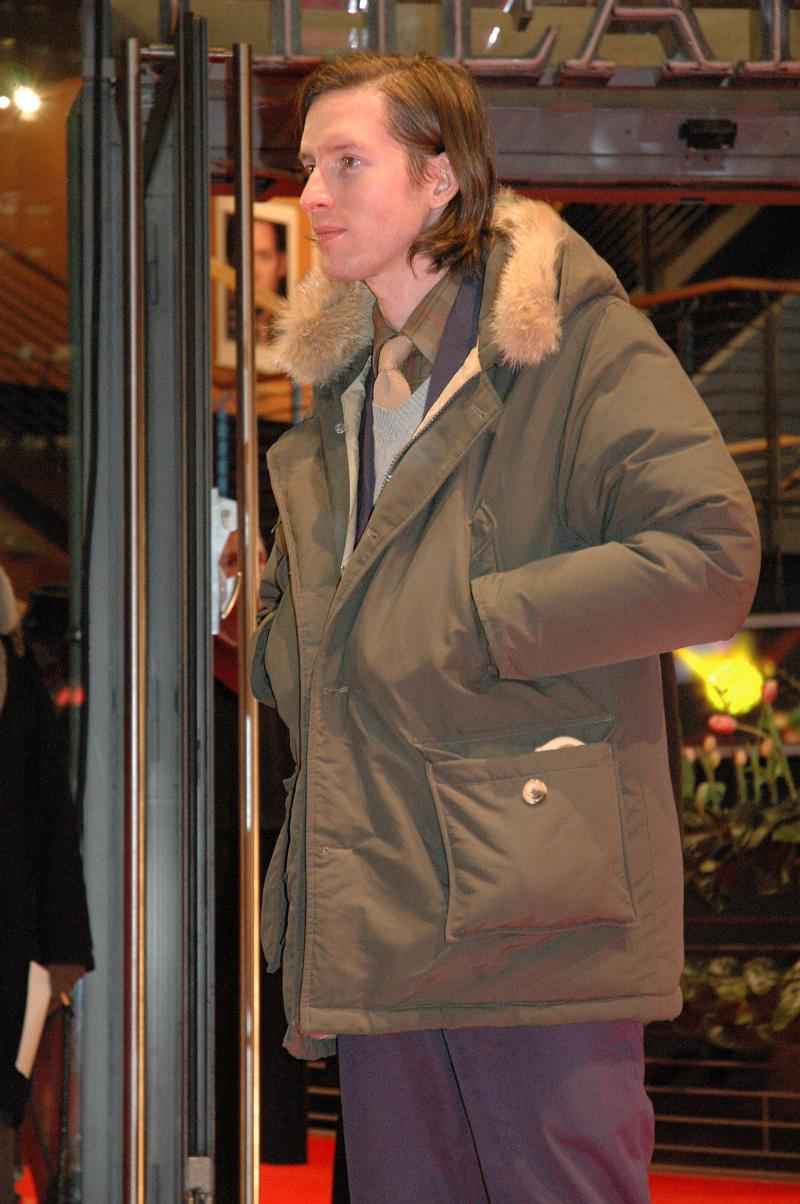
Wes Anderson

Ban đầu, Wes Anderson dự định Hotel Chevalier sẽ là một bộ phim ngắn độc lập, nhưng vào khoảng thời gian ngắn ngay trước khi bấm máy, Anderson nhận thấy nhân vật của Schwartzman có rất nhiều điểm giống với một trong những nhân vật chính của bộ phim mà anh đang viết kịch bản. Một năm sau đó, kịch bản này được sản xuất và dựng thành phim The Darjeeling Limited. Bộ phim Hotel Chevalier diễn ra vào thời điểm hai tuần trước khi nhân vật của Schwartzman, mang tên Jack Whitman, cùng hai người anh bắt đầu chuyến đi tới Ấn Độ trong The Darjeeling Limited. Cuộc đối thoại giữa các nhân vật cuối Hotel Chevalier đã được nhân vật Jack Whitman kể lại cho hai anh trai của mình trong phim The Darjeeling Limited dưới hình thức trích đoạn một truyện ngắn mà anh sáng tác. Natalie Portman cũng xuất hiện với một vai nhỏ, người yêu cũ của nhân vật Jack Whitman, trong The Darjeeling Limited. Fox Searchlight Pictures, hãng sản xuất The Darjeeling Limited, đã không hay biết về bộ phim ngắn cho tới khi phim The Darjeeling Limited hoàn thành và tuyên bố hãng không hưởng lợi ích thương mại nào từ Hotel Chevalier.

## Công chiếu
Wes Anderson, tháng 10 năm 2007
Hotel Chevalier được công chiếu ngày 2 tháng 9 năm 2007 trong chương trình ra mắt The Darjeeling Limited tại Liên hoan phim Venezia lần thứ 64. Bộ phim ngắn cũng có buổi chiếu ra mắt riêng tại các Apple Store ở New York, Chicago, San Francisco và Santa Monica, California, vào 25 tháng 9. Wes Anderson, Jason Schwartzmann và Natalie Portman đã có mặt trong buổi chiếu ở New York tại khu phố SoHo và tổ chức một buổi giao lưu với khán giả. Vào ngày hôm sau, Hotel Chevalier được đưa lên iTunes Store của Apple và cho phép người dùng tải về miễn phí. Trong buổi tối khai mạc Liên hoan phim New York 2007 vào ngày 28 tháng 9, Hotel Chevalier tiếp tục được công chiếu trước The Darjeeling Limited. Một thông cáo báo chí trước buổi công chiếu đã mô tả bộ phim như "đoạn kết ngắn của một cuộc tình bị kết án và đoạn mở đầu cho The Darjeeling Limited ".
Hotel Chevalier được gỡ bỏ khỏi iTunes Store sau một tháng cho tải miễn phí. Mặc dù trước khi phát hành trên iTunes, bộ phim từng bị cây bút Susan Wloszczyna của tờ USA Today mô tả như một "món đồ nguội khai vị", nhưng Hotel Chevalier đã có 500.000 lượt tải về và nhận được sự hoan nghênh rộng rãi. Sau khi rút khỏi iTunes, phim được phát hành tại các rạp chiếu như phần mở đầu cho The Darjeeling Limited. Tháng 10 năm 2007, nhật báo The New York Times đưa tin hãng Fox Searchlight Pictures có ý định vận động để Hotel Chevalier tham dự tranh giải Oscar cho phim ngắn, nhưng cuối cùng bộ phim đã không có trong danh sách đề cử. Hotel Chevalier tiếp tục được phát hành cùng với The Darjeeling Limited trong DVD vào năm 2008 và kịch bản của Anderson từng được tạp chí văn học Zoetrope: All-Story cho đăng trong số báo mùa đông năm 2007.

## Đánh giá
Là một trong những phim ngắn được bàn luận đến nhiều nhất trong năm, Hotel Chevalier nhận được những phản hồi tích cực từ giới phê bình, một số ý kiến còn đánh giá bộ phim cao hơn khi so với The Darjeeling Limited. Cây bút Gary Susman của tạp chí Entertainment Weekly miêu tả bộ phim như "một truyện ngắn tinh tế cho chúng ta biết được không quá nhiều, chỉ vừa đủ về hai nhân vật", và viết thêm "Chevalier chứng kiến Anderson làm việc với phong cách hộp trang sức-nhà búp bê thường gặp của anh, nhưng hình thức và thời lượng của bộ phim thực sự hòa hợp với nhau". Trên tờ New York Press, Armand White đánh giá bộ phim "đương đại cảm động và chân thực" với "cô gái lạc lối đáng thương". Hotel Chevalier gây chú ý một phần nhờ cảnh diễn khỏa thân của ngôi sao Natalie Portman trong vai nhân vật có thân hình bị thâm tím. Portman bày tỏ nỗi thất vọng vì điều này và nói: "Tôi thực sự chán nản khi thấy một nửa của mỗi bài phê bình... là để nói về cảnh khỏa thân". Natalie Portman tuyên bố sau vai diễn này, cô sẽ không tiếp tục khỏa thân trên màn ảnh.
Diễn xuất của Natalie Portman trong Hotel Chevalier cũng nhận được nhiều lời khen ngợi. Trên tạp chí TIME, nhà phê bình phim Richard Corliss nhận xét Portman là "nữ diễn viên đang ở thời kỳ rực rỡ" và vai diễn của cô trong The Darjeeling Limited lẽ ra nên có vai trò quan trọng hơn. Corliss cũng đánh giá The Darjeeling Limited thiếu đi "cảm súc và sự dí dỏm của bộ phim ngắn". Cùng chung ý kiến, ký giả Stephanie Zacharek của tạp chí trực tuyến Salon nhận xét "câu chuyện không kể ra của Hotel Chevalier thú vị gấp 10 lần và phong phú hơn nhiều so với câu chuyện được kể trong The Darjeeling Limited " và bộ phim ngắn "gần như hoàn hảo". Trên tờ The Guardian, Danny Leigh so sánh sự lãnh đạm của giới phê bình đối với The Darjeeling Limited và sự nồng nhiệt trước Hotel Chevalier, cho thấy "hình thức tường thuật hoàn hảo" của bộ phim ngắn. Nhà phê bình điện ảnh A. O. Scott của The New York Times ca ngợi Hotel Chevalier như "một viên ngọc nhỏ" khi so sánh với "chiếc va ly đầy ứ" The Darjeeling Limited, và viết: "Bộ phim đáng để tìm xem, không chỉ vì nó bổ sung cho câu chuyện về anh em nhà Whitman, mà vì bản thân bộ phim là một sản phẩm hầu như hoàn hảo chắt lọc từ tài năng của Anderson, bí ẩn, xúc động và mỉa mai".